# Cotillon-Artikel
Cotillon-Artikel, meist verkürzt als Cotillons bezeichnet, sind effektvoll-dekorative, fabrikmäßig hergestellte Papierwaren, die auf Bällen beim Cotillon an die Tanzenden verteilt wurden, um zwischen den Paaren wechselseitig verschenkt zu werden.

## Der Cotillon
Der vor allem zwischen 1860 und 1914 beliebte Cotillon (auch Kotillon, engl. cotillion) war seinerzeit der Höhepunkt jedes Balles. Er bestand aus einer wechselvollen Abfolge von Contretänzen, auch Polkas und Walzern, die ihren Reiz aus wechselnden Gruppierungen, teilweise freier Partnerwahl und neckischen Spieleinlagen bezog. Die zahlreichen Touren wurden von einem Festordner angesagt und mit Blumenspenden an die Damen, Papierordensverleihungen an die Herren, Knallbonbonverteilung und anderen Überraschungen angereichert, die alle möglichen, meist aus billigen (Papier-)Materialien gefertigten Requisiten erforderten. Zu Beginn des Balles wurden an die Teilnehmer sogenannte „Cotillons“ verteilt, die sie ihren begehrten Tanzpartnern überreichen oder anstecken konnten, um sie damit jeweils zu einem Tanz im weiteren Verlauf des Abends aufzufordern. Die Herren gaben den Damen meist kleine Ansteck-Gebinde aus Kunstblumen, die Damen steckten den Herren Seidenschleifen oder Papierorden ans Revers ihres Fracks. Wer bei den Cotillon-Tänzen unaufgefordert auf den Sesseln entlang der Wände sitzen blieb, wurde spöttisch als „Mauerblümchen“ bezeichnet.

## Die Cotillonartikel
Diese als Cotillons bezeichneten Cotillonartikel haben sich materiell kaum erhalten; ihr Variantenreichtum ist vor allem aus den Verkaufskatalogen von Herstellern und Großhändlern bekannt. Zu den bei Tanzveranstaltungen verwendeten Cotillons gehörten: Fächer, Ballspenden, Tanzkarten, Knallbonbons, Cotillon-Orden, Papierblumenbuketts, Tanzkontroller, im erweiterten Sinne auch andere Festartikel wie Papiermützen, Girlanden, Lampions, Papierschärpen, -schleifen und vieles mehr. Viele der mit den Cotillons vergleichbaren Karnevalsartikel wurden von den gleichen Herstellern angeboten.